# Герцог Вестминстер

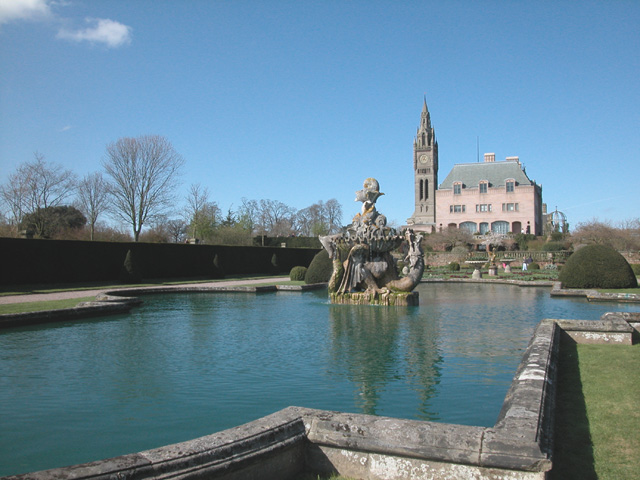
Итон-холл в графстве Чешир — традиционная резиденция герцогов Вестминстерских

Титул герцога Вестминстер был создан в 1874 году королевой Великобритании Викторией и пожалован Хью Гровенору, 3-му маркизу Вестминстер из семьи Гровенор.

## История
В январе 1622 года сэр Ричард Гровенор получил титул баронета из Итона. Его потомок Ричард Гровенор, 7-й баронет, получил от короля Георга III титулы барона Гровенора в 1761 году, графа Гровенора и виконта Белгрейва в 1784 году. В 1831 году во время коронации английского короля Вильгельма IV Роберт Гровенор, 2-й граф Гровенор, получил титул маркиза Вестминстера.
Подчинённые титулы: маркиз Вестминстер (создан в 1831), граф Гровенор (1784), виконт Белгрейв из Белгрейва в графстве Чешир (1784), барон Гровенор из Итона в графстве Чешир (1761). Титулы герцога и маркиза являются пэрствами Соединённого Королевства, а остальные — пэрствами Великобритании. Старший сын и наследник носит титул графа Гровенора.

## Баронеты Гровенор из Итона (1622)
- 1622—1645: Ричард Гровенор, 1-й баронет (1584—1645), сын Ричарда Гровенора из Итона;
- 1645—1664: Ричард Гровенор, 2-й баронет (1604—1664), сын 1-го баронета;
  - Роджер Гровенор (ок. 1628 — 1661), сын предыдущего;
- 1664—1700: Томас Гровенор, 3-й баронет (1656—1700), сын Роджера Гровенора и внук 2-го баронета;
- 1700—1732: Ричард Гровенор, 4-й баронет (1689—1732), старший сын 3-го баронета;
- 1732—1733: Томас Гровенор, 5-й баронет (1693—1733), второй сын 3-го баронета;
- 1733—1755: Роберт Гровенор, 6-й баронет (1695—1755), третий (младший) сын 3-го баронета;
- 1755—1802: Ричард Гровенор, 7-й баронет (1731—1802), старший сын предыдущего, с 1761 года — 1-й барон Гровенор, с 1784 года — 1-й граф Гровенор.

## Бароны Гровенор
- 1761—1802: Ричард Гровенор (1731—1802), старший сын сэра Роберта Гровенора, 6-го баронета, с 1784 года — 1-й граф Гровенор.

## Графы Гровенор (1784)
- 1784—1802: Ричард Гровенор, 1-й граф Гровенор (1731—1802), старший сын сэра Роберта Гровенора, 6-го баронета;
- 1802—1831: Роберт Гровенор, 2-й граф Гровенор (1767—1845), третий сын 1-го графа Гровенора, получил титул 1-го маркиза Вестминстер (с 1831 года).

## Маркизы Вестминстер (1831)
- 1831—1845: Роберт Гровенор, 2-й граф Гровенор и 1-й маркиз Вестминстер (1767—1845), третий сын 1-го графа Гровенора;
- 1845—1869: Ричард Гровенор, 2-й маркиз Вестминстер (1795—1869), старший сын 1-го маркиза Вестминстера;
- 1869—1874: Хью Лупус Гровенор, 3-й маркиз Вестминстер (1825—1899), второй сын 2-го маркиза Вестминстера, в 1874 году получил титул герцога Вестминстер.

## Герцоги Вестминстер (1874)
- 1874—1899: Хью Лупус Гровенор, 3-й маркиз и 1-й герцог Вестминстер (1825—1899), второй сын 2-го маркиза Вестминстера;
- 1899—1953: Хью Ричард Артур Гровенор, 2-й герцог Вестминстер (1879—1953), сын Виктора Гровенора, графа Гровенора (1853—1884) и внук 1-го герцога Вестминстера;
- 1953—1963: Уильям Гровенор, 3-й герцог Вестминстер (1894—1963), сын лорда Генри Гровенора (1861—1914) и внук 1-го герцога Вестминстера;
- 1963—1967: Джеральд Хью Гровенор, 4-й герцог Вестминстер (1907—1967), старший сын лорда Хью Гровенора (1884—1914) и внук 1-го герцога Вестминстера;
- 1967—1979: Роберт Джордж Гровенор, 5-й герцог Вестминстер (1910—1979), младший сын лорда Хью Гровенора (1884—1914) и внук 1-го герцога Вестминстера;
- 1979—2016: Джеральд Кавендиш Гровенор, 6-й герцог Вестминстер (1951—2016), единственный сын 5-го герцога Вестминстера;
- 2016 — по настоящее время: Хью Ричард Луис Гровенор, 7-й герцог Вестминстер (род. 1991), единственный сын 6-го герцога Вестминстера.

### Наследники
У герцогского титула наследников нет. Наследник титулов маркиза, графа, виконта, барона и баронета — Фрэнсис Гровенор, нынешний (8-й) граф Уилтон, прапраправнук 1-го маркиза Вестминстера.